# 假楼梯草属
假楼梯草属（学名：Lecanthus）是荨麻科下的一个属，为一年生或多年生草本植物。该属共有数种，分布于热带非洲和东亚。